# Speicher Silo Süd

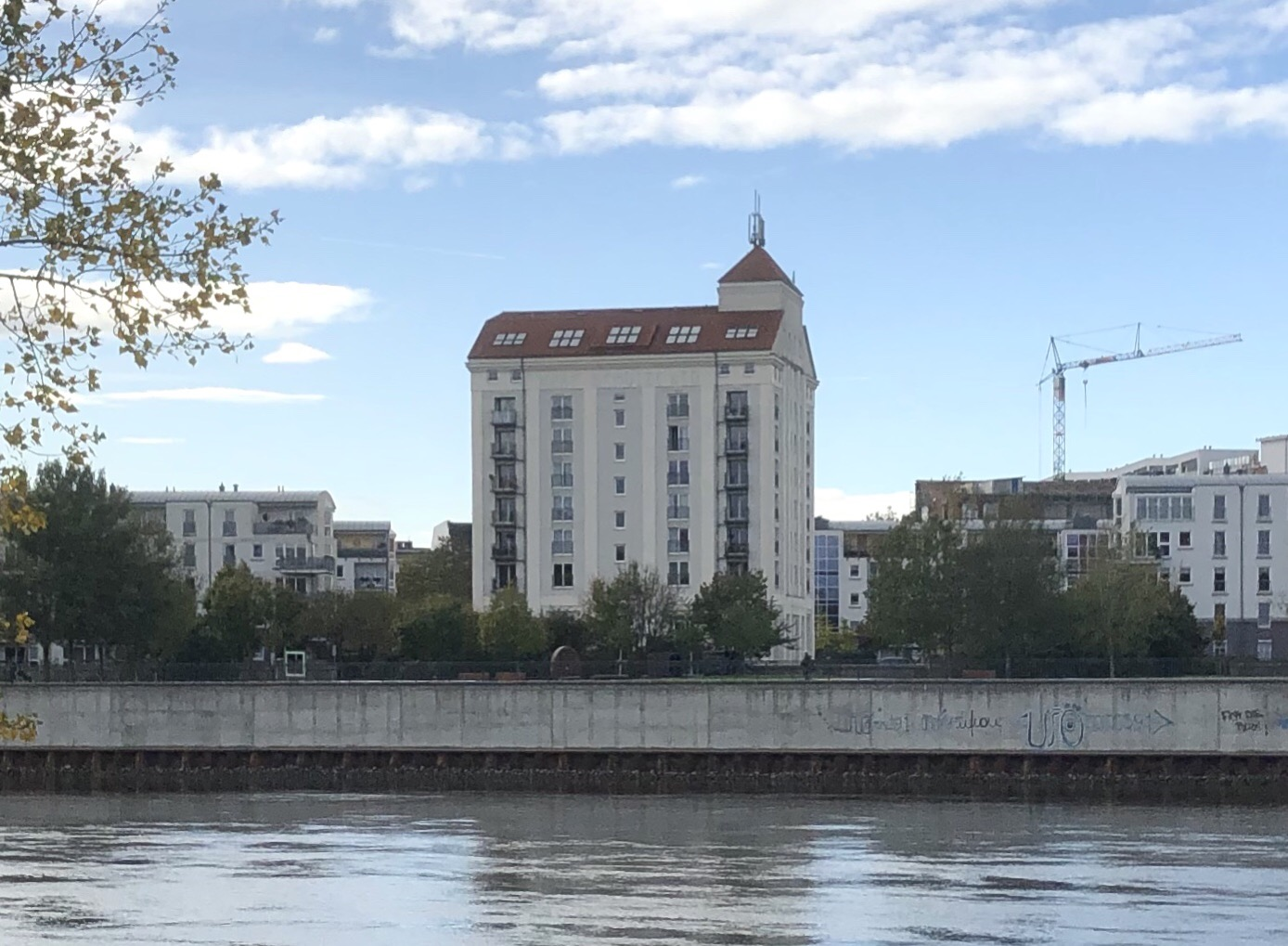
Umgebauter Speicher im Jahr 2019, Blick vom Rotehornpark

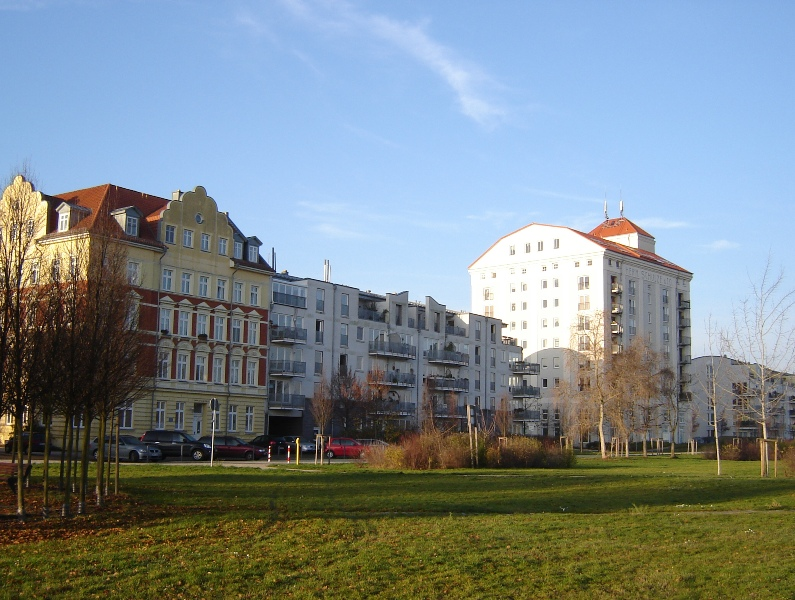
Blick von Osten, 2006

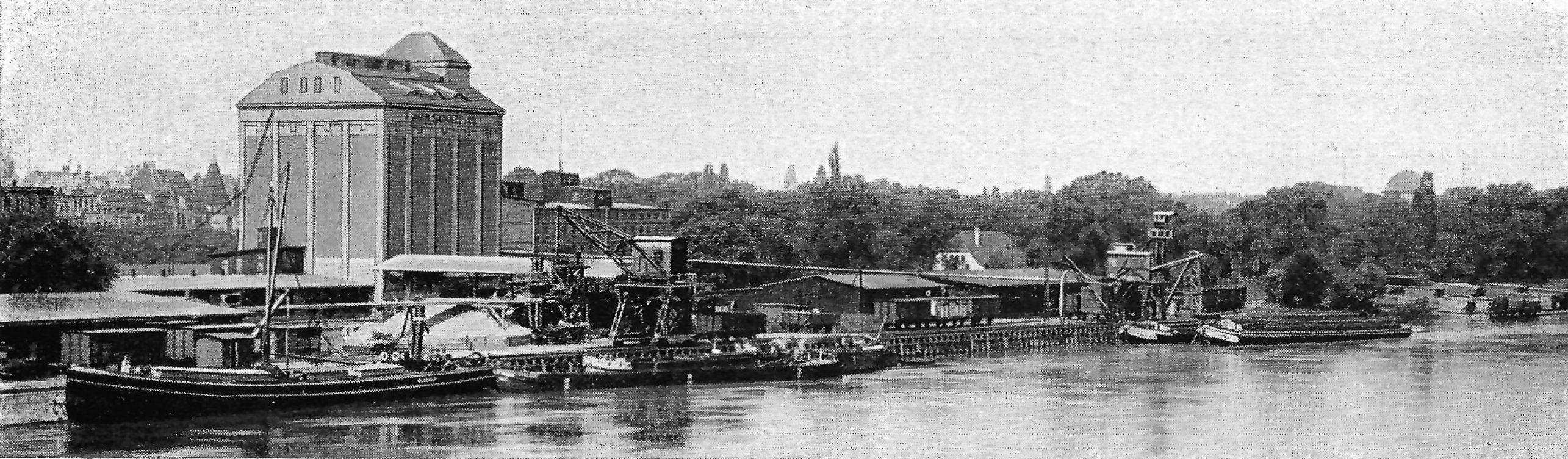
Blick auf den Speicher in den 1920er Jahren

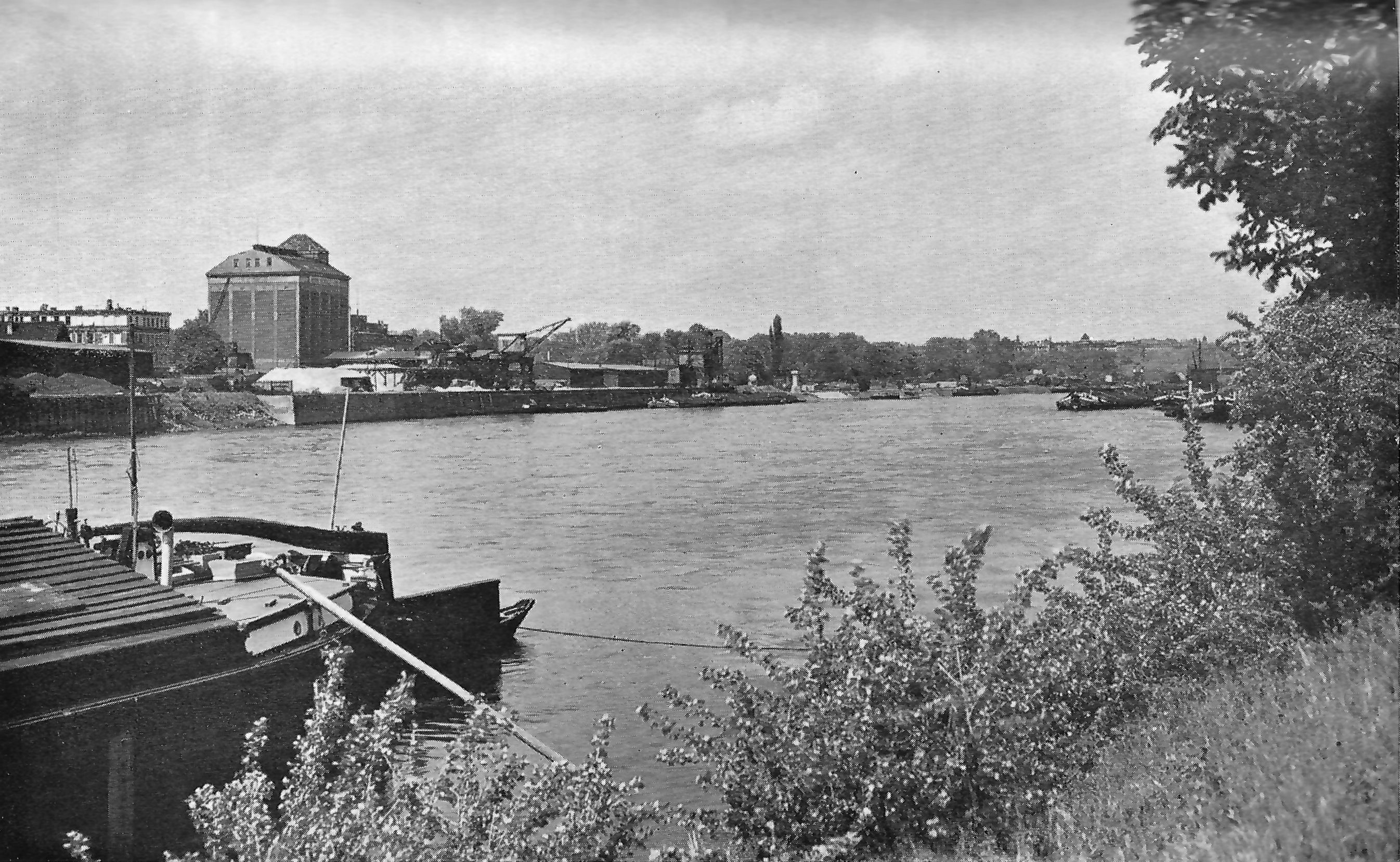
1930er Jahre

Der Speicher Silo Süd ist ein zu Wohn- und Gewerbezwecken umgebauter denkmalgeschützter ehemaliger Speicher in Magdeburg in Sachsen-Anhalt.

## Lage
Er befindet sich an der Adresse Bleckenburgstraße 11a im Magdeburger Stadtteil Buckau, unweit des linken Ufers der Elbe.

## Architektur und Geschichte
Der weithin sichtbare 27 Meter hohe Bau entstand in den Jahren 1911/1912 als Getreidespeicher. Er wurde als Silo-, Taschen- bzw. Schüttgutspeicher in Stahlbetonbauweise errichtet und gilt damit als ein frühes Beispiel dieser Bauweise in Magdeburg. Bedeckt ist der quaderförmige, 17994 m³ umfassende Bau von flach ausgebildeten Walmdächern. Die Gliederung erfolgte durch monumentale Lisenen. 
Die Nutzung als Speicher endete 1993. 1997/1998 wurde dann vom Architekten Bernd Feeken ein vom Land Sachsen-Anhalt und der Stadt Magdeburg geförderter Umbau vorgenommen. Um dem neuen Verwendungszweck als Wohn- und Gewerbebau zu entsprechen, wurden in den ursprünglich fensterlosen Bau mehr als 120 Fensteröffnungen eingefügt, was die vorherige Fassadengliederung beeinflusste. Die im Gebäudeinneren befindlichen Trichterspeicher wurden entfernt, Zwischendecken, ein Treppenhaus und eine Aufzugsanlage eingebaut. Im Erdgeschoss des Hauses entstand eine Eingangshalle sowie Gewerbeflächen in einem Umfang von 440 m². Die dort befindlichen ursprünglichen Deckentrichter blieben, wie auch zwölf Stützen aus Stahlbeton, aus gestalterischen Gründen erhalten. Die Wohngeschosse haben insgesamt eine Fläche von 4820 m², auf denen 35 Wohnungen unterschiedlicher Größe angeordnet sind.
Im örtlichen Denkmalverzeichnis ist der Speicher unter der Erfassungsnummer 094 71485 als Baudenkmal verzeichnet.